# Lythria deceptoria
Lythria deceptoria är en fjärilsart som beskrevs av Charles Joseph de Villers 1789. Lythria deceptoria ingår i släktet Lythria och familjen mätare. Inga underarter finns listade i Catalogue of Life.